# Marie Adrian
Marie Adrian, död 1793, var en fransk skräddare och rojalist. Hon åtalades för förräderi och avrättades med giljotin under skräckväldet. 
Hon var verksam som skräddare i Lyon. Under belägringen av Lyon var Marie Adrian en del av Port-du-Temple-kompaniet där hennes bror var kapten. Klädd som en man tjänade hon som skytt i försvaret av staden mot jakobinerna. Staden kapitulerade så småningom och Marie Adrian arresterades och fängslades. I december samma år ställdes hon inför rätta och giljotinerades den 24 december 1793. Innan hon dog ropade hon flera gånger "Länge leve kungen!"